# خوان فرناندز دی السیو
خوان فرناندز دی السیو (انگلیسی: Juan Fernández Di Alessio؛ زادهٔ ۹ سپتامبر ۱۹۷۵) بازیکن فوتبال اهل آرژانتین است.
از باشگاه‌هایی که در آن بازی کرده‌است می‌توان به باشگاه فوتبال اتلتیکو هوراکان اشاره کرد.